# كرايغ باك
كرايغ باك (بالإنجليزية: Craig Buck)‏ (24 أغسطس 1958 في الولايات المتحدة - ) هو لاعب كرة طائرة شاطئية ولاعب كرة طائرة الولايات المتحدة في مركز وسط ‏. شارك في الألعاب الأولمبية الصيفية 1988 والألعاب الأولمبية الصيفية 1984.

## وصلات خارجية
- كرايغ باك على موقع قاعدة بيانات الكرة الطائرة الشاطئية (الإنجليزية)
- كرايغ باك على موقع دوري الدرجة الأولى الإيطالي للكرة الطائرة - رجال (الإيطالية)
- كرايغ باك على موقع اللجنة الأولمبية الدولية (الإنجليزية)
- كرايغ باك على موقع أوليمبيديا (الإنجليزية)